# NoMeMus
NoMeMus är en årligt återkommande musikfestival för medeltida musik i Söderköping. Festivalen arrangeras i samband med stadsfesten Söderköpings gästabud. Lars Jonsson är konstnärlig ledare för festivalen.

## Artister

### Söderköping
- 2008
  - Scala Jacobi
  - Scaramella
  - Ensemble Prima Virga
  - Ensemble Renaissance

- 2009
  - Camerata Aboensis
  - Ensemble Gemma
  - Ensemble ULV
  - Modus

- 2010
  - Ensemble Laude Novella
  - Oliphant
  - Voces Thules
  - Agnethe Christensen

- 2011
  - Trio Mediæval
  - Ensemble Mare Balticum
  - Uli Kontu-Korhonen
  - Musica ficta

- 2012
  - Laude Illustre
  - Falska klaffare
  - Visitatio Sepulchri med Ensemble Gemma

- 2013
  - Rondellus
  - Cappella pro Vocale
  - Bessman

- 2016
  - Scala Jacobi
  - Ensemble Gemma
  - Al andaluz

- 2017
  - Falsobordone
  - Gregorianum
  - Ulv

- 2018
  - Ravn & Geworkian Hellman med Clara Guldberg Ravn och Johannes Geworkian Hellman.
  - Canto Fiorito
  - Sufira

- 2019
  - Duo medieval
  - Laude novella
  - Akantus

- 2020
  - Tellurium med Marie Länne Persson och Torbjörn Köhl.
  - Kvinnolåt med Miriam Andersén och Anna Rynefors.

Föredrag: Musik och kultur under pestens tid med Lars Jonsson.
- 2021
  - Ave Maris Stella med Helena Ek och Anna Maria Friman.
  - Ulvarim med Agnethe Christensen och Elisabeth Gaver.
  - Amabile vokalensemble

Föredrag: Lovsånger till Jungfrun med Lars Jonsson.
- 2022
  - Polorum Regina
  - Guild
  - Umbra ensemble
  - Ensemble Gemma

- 2023
  - Duo – Maria Jonas och Susanne Ansorg
  - Schola Gothia
  - Amor Céu

Kurs: "Gittern – ett senmedeltida stränginstrument i bild och ton" med Gustav Olai Näsman.